# 4383 Suruga
4383 Suruga eller 1989 XP är en asteroid i huvudbältet som upptäcktes den 1 december 1989 av den japanska astronomen Yoshiaki Oshima vid Gekko-observatoriet. Den är uppkallad efter en del av Shizuoka prefektur.
Asteroiden har en diameter på ungefär 6 kilometer.